# Ziua în care Pământul se opri

The Day the Earth Stood Still ( Ziua în care Pământul se opri) este film științifico-fantastic american din 2008, remake al filmului din 1951 cu același nume.
Filmul e regizat de Scott Derrickson, și îl are în rolul principal pe Keanu Reeves.
Inițial a fost programat ca filmul să fie lansat pe 9 mai 2008, dar lansarea a avut loc pe 12 decembrie 2008, rulând atât în cinematografe convenționale, cât și în IMAX. Recenziile critice au fost în mare parte negative, din 186 recenzii colectate de Rotten Tomatoes doar 21% fiind pozitive; tipic filmul a fost găsit "tare în efecte speciale, dar fără o poveste coerentă la bază". Per total filmul a încasat 233 milioane $ în lumea întreagă.

## Distribuție
- Keanu Reeves : Klaatu
- Jennifer Connelly : Helen Benson
- Kathy Bates : Regina Jackson
- Jon Hamm : Docteur Granier
- John Cleese : Profesorul Barnhardt
- Jaden Smith : Jacob
- Aaron Douglas : Sergentul Winter
- Alisen Down : femeia cu laptop
- Mousa Kraish : Yusef
- J. C. MacKenzie : Grossman
- Juan Riedinger : William
- Sunita Prasad : Rouhani
- Brandon T. Jackson : un tehnician
- James Hong : Monsieur Wu
- Roger R. Cross : Generalul Quinn
- Kyle Chandler : John Driscoll
- Robert Knepper : Un colonel
- Serge Houde : Un savant
- Heather Doerksen : Regina
- Hiro Kanagawa : Docteur Ikegawa
- Michael Hogan : Un general

## Muzică
The Day the Earth Stood Still: Original Motion Picture Soundtrack a fost orhestrată și condusă de Timothy Williams.
| Track listing |                                 |         |  |
| Nr.           | Titlu                           | Lungime |  |
| 1.            | „Stars”                         | 0:39    |  |
| 2.            | „Mountain Climber”              | 2:41    |  |
| 3.            | „National Security”             | 2:47    |  |
| 4.            | „This Is Not an Exercise”       | 0:52    |  |
| 5.            | „Do You Feel That?”             | 2:00    |  |
| 6.            | „Military Approach”             | 1:07    |  |
| 7.            | „G.O.R.T”                       | 2:42    |  |
| 8.            | „Surgery”                       | 1:30    |  |
| 9.            | „Interrogation”                 | 2:33    |  |
| 10.           | „You Should Let Me Go”          | 2:24    |  |
| 11.           | „A Friend to the Earth”         | 1:55    |  |
| 12.           | „Fighter Drones”                | 1:23    |  |
| 13.           | „Came to Save the Earth”        | 0:45    |  |
| 14.           | „I'm Staying”                   | 1:10    |  |
| 15.           | „Helen Drives”                  | 0:44    |  |
| 16.           | „Containing G.O.R.T”            | 0:44    |  |
| 17.           | „The Day the Earth Stood Still” | 2:41    |  |
| 18.           | „They're Not Afraid of Us”      | 1:20    |  |
| 19.           | „Flash Chamber”                 | 0:54    |  |
| 20.           | „Helicopter Collision”          | 5:14    |  |
| 21.           | „See My Son”                    | 2:11    |  |
| 22.           | „Cemetery”                      | 3:19    |  |
| 23.           | „Distress”                      | 1:59    |  |
| 24.           | „Wrong Place Wrong Time”        | 0:55    |  |
| 25.           | „Aphid Reign”                   | 4:17    |  |
| 26.           | „Power Down”                    | 0:56    |  |
| 27.           | „He's Leaving”                  | 1:50    |  |
| 28.           | „The Beginning”                 | 1:11    |  |

## Lansare
Înainte de lansarea sa, The Day the Earth Stood Still a fost nominalizat la Premiile Satellite 2008 pentru cele mai bune efecte vizuale și cel mai bun sunet.

### Box office
The Day the Earth Stood Still a fost lansat pe 12 decembrie 2008 în America de Nord.  Pe durata primei săptămâni, în pofida criticilor negative, filmul a atins poziția #1, încasând 30.480.153 $ din 3.560 de cinematografe cu o medie de 8.562 $ per cinema. Din venitul din weekend-ul de deschidere al filmului, 12% a fost de la IMAX; asta fiind "cea mai mare încasare IMAX pentru un film bi-dimensional". În 2008, el a fost al 27-lea film după volumul încasărilor din prima săptămână și doar al 40-lea pe întregul an. The Day the Earth Stood Still s-a menținut în top 10 filme în primele 4 săptămâni de la lansare. Filmul a adunat 79.366.978 $ acasă și 151.465.000 $ în străinătate, având un total de 233.093.859 $.